# Earlham College
Earlham College es una  universidad privada fundada en 1847 especializada en artes liberales ubicada en Richmond (Indiana), Estados Unidos. Con una clara inspiración en la religión cuáquera, cuenta entre sus aulas con aproximadamente 1.200 estudiantes.  
Con la creencia de igualdad entre sus miembros, los unos se dirigen a los otros por su nombre sin el uso de títulos como doctor o profesor; paradójicamente, la comunidad universitaria se dirige a los alumnos de nuevo año como freshmen. 
Aunque en Earlham se imparten fundamentalmente niveles de grado, también cuenta con programas de postgrado y con una escuela religiosa. 
Earlham College aparece en el libro de Loren Pope Colleges That Change Lives. 

## Historia
Earlham fue fundada en 1847 como un colegio mayor. En 1859, Earlham se convirtió en Earlham College con la creación de su primer departamento académico en honor a Joseph John Gurney, un pastor de la religión cuáquera que había mostrado apoyo a esta institución.
Es la segunda universidad inspirada en religión cuáquera en el mundo, y la primera de esta religión en admitir entre sus estudiantes tanto a mujeres como a hombres. 
Aunque inicialmente la universidad venía aceptando solo a estudiantes de la Sociedad Religiosa de Amigos, Earlham comenzó a aceptar estudiantes ajenos a la religión cuáquera en 1865, contratando al primer profesor apostatado en 1886.
Actualmente la universidad cuenta con una gran variedad de alumnos, destacando su carácter internacional e interestatal.

## Campus
El campus de Earlham cuenta con una superficie de 800 acres, cuyo centro se denomina The Heart (El Corazón).  
Debido a su gran amplitud, este cuenta con una gran cantidad de instalaciones:
- ocho áreas para el estacionamiento de vehículos
- ocho residencias universitarias
- De reciente construcción cuenta con centros de ciencia y tecnología, de artes visuales y escénicas y dos estadios deportivos.
- Como terrenos naturales para la investigación científica cuenta con dos áreas destacadas: un bosque y una mina.

## Valores de convivencia
La convivencia en Earlham está fundamentada en una guía de principios y buenas prácticas basada en la religión cuáquera que vincula a toda la comunidad universitaria.
La universidad cuenta con un protocolo de acogida y convivencia que articula a través de las múltiples opciones que ofrece a sus estudiantes, de entre las que se puede destacar el programa especial para los estudiantes de primer año, que consiste en la socialización de los nuevos alumnos a través de una serie de actividades sociales y de divulgación informativa que se realizan en la residencia universitaria correspondiente.
A tenor de los valores de convivencia y los propios de la universidad, el sector estudiantil cuenta con una gran relevancia en la toma de decisiones que afecta a la rutina universitaria. Concretamente, son 50 estudiantes los que ocupan puestos de representación estudiantil. Estas ocupaciones son muy diversas y se centran principalmente en los valores de convivencia.
Un estudiante en Earlham puede ocupar los siguientes puestos de responsabilidad:
- Residente supervisor o encargado, que se responsabiliza de facilitar la convivencia en la residencia correspondiente y de impulsar y mejorar las destrezas sociales, educativas, intelectuales y culturales de cada miembro de la residencia.
- Asistente de apartamento. Cuenta con las mismas responsabilidades que el anterior pero en un área menor de actuación.
- Director de residencia universitaria, encargado de elaborar los planes y líneas generales que se han de seguir en cada residencia.
- Mentor. Se trata del estudiante responsable de actuar como guía de los alumnos de primer ingreso.
- Residente supervisor o encargado en época estival. Realiza las funciones del residente supervisor en épocas del año no lectivas.